# Иворово (Владимирская область)
Иворово — село в Юрьев-Польском районе Владимирской области России, входит в состав Красносельского сельского поселения.

## География
Село расположено на берегу речки Пиклия в 21 км на северо-восток от райцентра города Юрьев-Польский.

## История
Первые исторические известия о церкви в честь Рождества Пресвятой Богородицы в селе находятся в окладных книгах патриаршего казенного приказа от 1628 года. В 1825 году на средства помещика Сергея Обухова и прихожан была построена каменная церковь с колокольней и оградой. Престолов в ней три: в холодной — честь Рождества Богородицы и в теплых приделах: в честь Благовещения Пресвятой Богородицы и во имя Святителя и Чудотворца Николая. В 1880 году в селе была открыта земская народная школа. В 1893 году приход состоял из села и деревень: Книяжиха, Субботино, Заборье. Дворов в приходе 135, мужчин — 418, женщин — 472. В годы Советской Власти церковь была полностью разрушена. 
В конце XIX — начале XX века село входило в состав Городищенской волости Юрьевского уезда.
С 1929 года село являлось центром Иворовского сельсовета Юрьев-Польского района, с 1959 года — в составе Подолецкого сельсовета, с 2005 года — в составе Красносельского сельского поселения

## Население
| 1859 | 1905 | 2002 | 2010 | 2021 |
| ---- | ---- | ---- | ---- | ---- |
| 302  | ↘257 | ↘19  | ↘9   | ↘6   |